# نيكولا كولمان
نيكولا كولمان (بالألمانية: Nicola Kollmann) هو لاعب كرة قدم ليختنشتاني، ولد في 23 نوفمبر 1994 في فادوتس في ليختنشتاين.

## وصلات خارجية
- نيكولا كولمان على موقع الاتحاد الأوربي (الإنجليزية)
- نيكولا كولمان على موقع قاعدة بيانات كرة القدم.إي يو (الإنجليزية)
- نيكولا كولمان على موقع ناشيونال فوتبول تيمز (الإنجليزية)
- نيكولا كولمان على موقع Soccerbase.com (لاعب) (الإنجليزية)
- نيكولا كولمان على موقع Soccerway.com (الإنجليزية)
- نيكولا كولمان على موقع عالم كرة القدم.نت (الإنجليزية)